# Hekla
 (mars 2022).
L'Hekla est un volcan situé dans le sud de l'Islande, dans les Hautes Terres, et culmine à 1 488 mètres d'altitude. Il se situe à environ 50 km au nord-est du village de Hvolsvöllur. Il est l'un des volcans les plus actifs d'Islande avec plus de 20 éruptions depuis 874.
C'est l'un des volcans les plus connus d'Islande et également l'un des plus actifs. Il fait partie des stratovolcans basaltiques les plus actifs au monde. Bien qu'il soit assez facile d'accès, son sommet n'est gravi qu'en 1750 par Eggert Ólafson et Bjarni Pálsson, car la croyance locale voulait que ce soit l'entrée des Enfers.
L'Hekla fait partie d'une chaîne volcanique de 40 kilomètres de long. Toutefois, la partie la plus active de cette chaîne, une fissure d'environ 5,5 km de longueur nommée Heklugjá, est considérée comme le volcan Hekla à proprement parler. L'Hekla ressemble à un bateau renversé, dont la quille serait en fait une série de cratères, dont deux sont généralement les plus actifs. La base du volcan mesure douze kilomètres de longueur pour neuf kilomètres de largeur. Ce stratovolcan s'élève à 1 000 mètres au-dessus des terrains environnants.
Les fréquentes éruptions de l'Hekla ont couvert une grande partie de l'Islande de téphras et les couches qu'elles ont formées peuvent être utilisés pour la datation d'éruptions d'autres volcans : 10 % des téphras produits en Islande au cours du dernier millénaire ont été produits par l'Hekla, ce qui s'élève à 5 km3. Le volcan a produit l'un des plus grands volumes de lave dans le monde au cours du dernier millénaire, soit environ 8 km3[réf. nécessaire].

## Histoire
Hekla est un terme islandais signifiant en français « capuchon », en référence aux nuages qui recouvrent fréquemment le sommet du volcan en l'« encapuchonnant ». Une des premières sources latines fait référence à ce volcan sous le nom de Mons Casule (« Mont Chasuble »).
Après l'éruption de 1104, des histoires (qui ont probablement été délibérément propagées à travers l'Europe par les moines cisterciens) ont fait de l'Hekla la porte d'entrée de l'Enfer. Le moine cistercien Herbert de Clairvaux a écrit dans son De Miraculis (sans nommer l'Hekla) :
« Le célèbre chaudron ardent de la Sicile, où les hommes l'appellent cheminée de l'Enfer… ce chaudron est décrit comme une petite fournaise comparée à cet énorme enfer. »
Un poème du moine Benedeit, vers 1120, sur les voyages de Saint Brendan, mentionne l'Hekla comme étant la prison de Judas[réf. souhaitée].
Le livre Flatey Annal indique que lors de l'éruption de 1341, les gens ont vu de grands et de petits oiseaux se jeter dans les flammes du volcan, les considérant comme les âmes des défunts[réf. nécessaire]. Au XVIe siècle, Caspar Peucer a écrit que les portes de l'enfer peuvent être trouvées « au fond de l'abîme de l'Hekla »[réf. nécessaire]. La croyance que l'Hekla est la porte de l'Enfer a persisté jusque dans les années 1800[réf. nécessaire]. Il y a encore une légende selon laquelle des sorcières se rassembleraient sur l'Hekla à la période de Pâques[réf. nécessaire].

## Particularités géologiques
La morphologie de l'Hekla représente une étape intermédiaire entre une fissure éruptive et un stratovolcan.
La plupart de ses éruptions commencent par une activité explosive avec projections de coulées pyroclastiques et de nuages de cendres et se poursuivent par une phase effusive.
Les signes précurseurs des éruptions de l'Hekla apparaissent très peu de temps avant, ce qui en fait un volcan particulièrement dangereux pour la population et les randonneurs faisant son ascension. L'éruption de 1970 s'est produite 25 minutes seulement après la première alerte, celle de 1991 30 minutes après[réf. nécessaire]. Celle de 2000 n'a connu ses premiers signes avant-coureurs que 79 minutes auparavant.

## Éruptions
La première éruption observée de l'Hekla a eu lieu en 1104,. Depuis lors, il y a eu plus de vingt éruptions importantes,, avec parfois une activité continue de six ans avec quelques pauses. Les éruptions de l'Hekla sont extrêmement variées, allant du purement explosif au purement effusif, et difficiles à prévoir. Certaines sont très courtes (une semaine à dix jours) alors que d'autres peuvent s'étirer sur des mois, voire des années (commencée le 29 mars 1947, l'éruption a par exemple pris fin en avril 1948). Mais il y a une corrélation générale : plus l'Hekla est en sommeil longtemps, plus l'éruption qui suit ce sommeil est importante. La plus récente éruption a eu lieu du 26 février au 8 mars 2000.
Il a été mis en évidence que l'une des plus grandes éruptions en Islande de l'Holocène a été le Hekla 3 (ou H3) datée de 1100 av. J.-C. (plus ou moins 50 années), qui a projeté environ 7,3 km3 de roches volcaniques dans l'atmosphère[réf. nécessaire], ce qui le place au niveau 5 de la classification selon l'Indice d'explosivité volcanique. Cette éruption aurait diminué les températures dans le nord de la planète pendant près de 18 ans[réf. nécessaire]. Des traces de cette éruption ont été identifiées dans les tourbières écossaises et en Irlande, une étude des cernes d'arbres datant de cette période a montré une diminution de croissance sur une dizaine d'années[réf. nécessaire].
D'autres études ont conclu que cette éruption a eu en fait un indice d'explosivité de 6, produisant 10 km3. De plus, Hekla 4 est considéré par certaines sources comme la plus importante éruption connue, avec une explosivité et une production similaires.
| Éruption | Année               |
| -------- | ------------------- |
| H-5      | vers 5150 av. J.-C. |
| H-Sv     | 3900 av. J.-.C      |
| H-4      | 2310±20 av. J.-C.   |
| H-3      | 1100±50 av. J.-C.   |

Bien que d'autres éruptions soient répertoriées dans le Programme volcanique mondial d'autres sources sont en désaccord avec ces événements[pas clair][réf. nécessaire].
Hekla 3, 4 et 5 ont produit d'énormes quantités de cendres et de téphras rhyolitiques, couvrant 80 % de l'Islande, fournissant ainsi des marqueurs utiles dans les profils de sols dans d'autres parties de l'Europe, telles que des Iles Orcades, la Scandinavie et ailleurs. H 3 et H 4 ont produit les couches de téphras les plus importantes en Islande depuis le dernier âge de glace.
Les phases éruptives du volcan ont démarré aux dates suivantes :
- 26 février 2000,
- 17 janvier 1991,
- 9 avril 1981,
- 17 août 1980,
- 5 mai 1970,
- 29 mars 1947,
- 25 avril 1913,
- 27 février 1878,
- 2 septembre 1845,
- 5 avril 1766,
- 2 avril 1725,
- 13 février 1693,
- 8 mai 1636,
- 3 janvier 1597,
- mai 1554,
- 25 juillet 1510,
- en 1440 (?),
- 25 juillet 1390,
- novembre ou décembre 1389,
- 19 mai 1341,
- 11 juillet 1300,
- en 1222,
- 4 décembre 1206,
- 19 janvier 1158,
- septembre, octobre ou novembre 1104.

Depuis 1970 son cycle éruptif est d'environ une éruption tous les dix ans. Depuis 2000, des montées de magma ont été détectées (en 2006, 2011 et 2013) sans qu'elles ne débouchent sur des éruptions.

### 1104 (H1)
L'Hekla était en sommeil pendant au moins 250 ans quand il a explosé en 1104 (probablement à l'automne), couvrant plus de la moitié de l'Islande (55 000 km2) avec 1,2 km3 / 2,5 km3 de téphras rhyodacitiques. Ce fut la deuxième plus importante éruption de téphras dans le pays en des temps historiques avec un indice d'explosivité volcanique (IEV) de 5. Les exploitations agricoles situées sur le trajet de l'éruption, dans la vallée de Þjórsárdalur, à 15 km de là, Hrunamannaafréttur (50 km) et au lac Hvítárvatn (70 km) ont été abandonnées en raison de dommages. Cette explosion a rendu l'Hekla célèbre dans toute l'Europe.

### 1158, 1206 et 1222
Une éruption de degré 4 d'IEV a débuté le 19 janvier 1158, produisant plus de 0,15 km3 de lave et 0,2 km3 de téphras. Elle serait la source de la coulée de lave d'Efrahvolshraun sur le flanc ouest du volcan. Les éruptions de 1206 et 1222, dont la première a débuté le 4 décembre, ne sont pas très violentes (IEV de 3 et 2 respectivement) et ont libéré autour de 0,24 km3 de téphras principalement au nord-est.

### 1300-1301
Cette éruption d'IEV 4, qui a commencé le 11 juillet et a duré une année, a été la deuxième plus grande éruption de téphras de Hekla depuis la colonisation de l'Islande, couvrant 30 000 km2 de terres avec 0,31 km3 de téphras. Plus de 0,5 km3 de lave a également été expulsé. Les téphras ont causé des dégâts importants aux colonies de Skagafjördur et Fljót, à l'origine de 500 morts cet hiver-là. Les éléments expulsés lors de cette éruption ont des niveaux de SiO2 compris entre 56 % et 64 % et, à l'exception d'une légère abondance d'olivine, la lave est généralement typique des éruptions de l'Hekla.

### 1341, 1389 et 1440
En 1341, une petite éruption (IEV 3) a commencé le 19 mai et a déposé environ 50 000 000 m3 de téphras sur les zones ouest et sud-ouest de l'Hekla tuant de nombreux bovins, probablement essentiellement de la fluorose. À la fin de l'année 1389, l'Hekla se manifeste de nouveau (IEV 3), en commençant par une grande éjection de téphras au sud-est. Plus tard, la « fissure éruptive elle-même s'est déplacée dans la montagne proprement dite et dans les bois un peu au-dessus Skard ». Skard et une autre ferme proche ont été détruites par une grande coulée de lave qui constitue maintenant les 12,5 km2 de Nordurhraun. Au total, environ 0,3 km3 de lave et 50 000 000 m3 de téphras ont été libérés. Une autre éruption aurait eu lieu dans vers 1440 à Raudölder, mais malgré sa proximité avec l'Hekla, elle n'est pas classée comme une éruption de l'Hekla sur la base de la teneur des laves en SiO2 contenu de la lave.

### 1510 et 1597
Les détails de l'éruption de 1510 n'ont pas été consignés avant un siècle après sa survenue. Elle a débuté le 25 juillet, a été particulièrement violente (IEV 4) et a envoyé des bombes volcaniques jusqu'à Vördufell, 40 km à l'ouest. Des téphras ont été déposés sur Rangárvellir, Holt et Landeyjar, soit 0,2 km3 au total. Un homme à Landsveit a été tué.
L'éruption de 1597 (IEV 4) a commencé le 3 janvier et a duré plus de 6 mois. 0,15 km3 de téphras a été déposé au sud-sud-est, provoquant des dégâts à Mýrdalur.

### 1636-1637 et 1693
L'éruption de 1636 a été faible (IEV 3), à partir du 8 mai, mais a néanmoins duré plus d'un an. Les 50 000 000 m3 de téphras de l'éruption ont endommagé les pâturages au nord et entraîné des pertes au bétail. En 1693, l'éruption, qui a commencé le 13 janvier et a duré plus de 7 mois, a été l'une des plus destructrices de l'Hekla (IEV 4). Les téphras ont été initialement libérés à un rythme de 60 000 m3/s, avec un volume total de 0,18 km3 pendant toute l'éruption, qui a également causé l'apparition de lahars et d'un tsunami. Les téphras ont été expulsés vers le nord-ouest, détruisant et endommageant les exploitations agricoles et les bois de Thjórsárdalur, Land, Hreppar et Biskupstungur. De fines cendres de l'éruption ont atteint la Norvège. La faune a également été touchée, avec une mortalité importante chez les truites, saumons, lagopèdes et autres animaux de ferme.

### 1725 et 1766-1768
Une très petite éruption, peut-être seulement d'IEV 1, a eu lieu le 2 avril 1725, produisant des coulées de lave qui ont été depuis recouvertes par des coulées de lave plus récentes. Encore une fois, ces éruptions ne sont pas classées comme provenant de Hekla lui-même, en se basant sur la quantité de SiO2 contenue dans la lave. L'éruption de 1766 a été beaucoup plus importante (IEV 4) et a produit la deuxième plus grande coulée de lave, 1,3 km3 couvrant 65 km2, et le troisième plus grand volume de téphras émis, 0,24 km3, depuis la colonisation de l'île par l'homme. L'éruption a commencé à environ 3 h 30, le 5 avril 1766, et ne s'est pas arrêtée avant mai 1768. Au départ, une couche de 2 à 4 cm d'épaisseur de téphras a été déposée sur Austur-Húnavatnssýsla et Skagafjördur, entraînant la mort de poissons et de bétail. Rangárvellir, Land et Hreppar ont également subi des dommages. Au cours de l'éruption des bombes de lave pouvant atteindre une taille de 50 cm ont été projetées à 15-20 km du cratère. Une inondation a été causée par la brusque fonte de la neige et la glace sur les pentes de l'Hekla.

### 1845-1846, 1878 et 1913
L'Hekla était inactif pendant plus de soixante ans avant 1845, quand il est soudainement entré en éruption le 2 septembre à 9 heures :

« Après une violente tempête dans la nuit du 2 septembre de cette année, la surface du sol dans les îles Orcades a été recouverte avec la poussière volcanique. Il a donc été indiqué aux habitants de Grande-Bretagne que l'Hekla était de nouveau au travail. En conséquence, la nouvelle d'une grande éruption de la montagne se propagea rapidement. Dans la nuit du 1er septembre, les habitants des environs furent terrifiés par un terrible grondement souterrain, qui s'est poursuivi jusqu'à la mi-journée du 2. Puis, avec un énorme fracas, deux larges ouvertures s'ouvrirent sur les flancs du cône, d'où s'écoulèrent des torrents de lave, qui ont coulé dans deux gorges sur les flancs de la montagne. Le sommet était enveloppé dans les nuages de vapeur et de poussières volcaniques. Les cours d'eau voisins étaient devenus si chauds qu'ils tuèrent les poissons, et les moutons des landes environnantes fuirent, certains furent brûlés avant qu'ils ne puissent s'échapper. Dans la nuit du 15 septembre, deux nouvelles ouvertures se sont constituées - l'une sur l'est et l'autre sur le versant sud - d'où de la lave s'écoulait depuis vingt-deux heures. Elle a coulé à une distance de plus de vingt miles, tuant de nombreux bovins et détruisant une grande surface de pâturages. À douze miles du cratère, le torrent de lave avait entre quarante et cinquante pieds de profondeur et près d'un mile de largeur. Le 12 octobre, un nouveau torrent de lave jaillit et libéra une masse équivalente. La montagne resta en activité jusqu'au mois d'avril 1846 ; ensuite, il se reposa pendant un certain temps puis reprit le mois suivant. Depuis lors, toutefois, il entra en sommeil. Les effets de ces éruptions furent désastreux. L'ensemble de l'île était jonché de cendres volcaniques qui, si elles n'ont pas purement et simplement étouffé l'herbe, lui ont donné un goût toxique. Le bétail qui se nourrit de cette herbe tomba malade, une grande partie succomba. La glace et la neige, qui s'étaient accumulées sur la montagne pendant une longue période, fondirent entièrement sous l'effet de la chaleur. Des masses de pierre ponce, pesant près d'une demi-tonne, furent projetées à une distance comprise entre quatre et cinq miles. »

— Anonyme, 1872
L'éruption se poursuit jusqu'au 5 avril 1846. Dans un premier temps, cette éruption d'IEV 4 a projeté des téphras à 20 000 m3/s. Les dépôts de téphras (0,17 km3) sont principalement à l'est-sud-est. Juste à l'est de l'Hekla, la couche fait 20-40 cm de profondeur. De fines cendres ont été transportées jusqu'aux îles Féroé, Shetland et Orcades. Les coulées de lave à l'ouest et du nord-ouest couvrent une zone de 25 km2, avec 0,63 km3 de lave. De grandes quantités de cendres noires sont déposées sur des pâturages dans les mêmes directions, entraînant de nombreux décès dus à la fluorose durant les deux années suivantes[réf. nécessaire].
De petites éruptions (IEV 2) ont lieu entre le 27 février 1878 et avril 1878 puis les 25 avril 1913 et 18 mai 1913. Celles-ci se sont produites à environ 10 km à l'est de Hekla, la première produit 0,2 km3 de lave, sortant de deux fissures parallèles couvrant 15,5 km2. La deuxième grande éruption cause l'ouverture de fissures à Mundafell et Lambafit, qui produisent respectivement 3,8 et 6,3 km2 de lave[réf. nécessaire].

### 1947-1948
L'éruption de 1947 a commencé le 29 mars et a pris fin le 21 avril 1948. Avec un IEV de 4, il est probable que ce fut à la fois la deuxième plus grande éruption de lave de l'Hekla depuis la colonisation de l'Islande par l'Homme et la deuxième plus grande éruption de lave dans le monde au cours de la période 1900-1970. Un volume total de lave de 0,8 km3 a été produit avec 0,21 km3 de téphras. L'altitude de l'Hekla était de 1 447 m avant l'éruption. Elle crut progressivement pour atteindre un maximum de 1 503 m, avant de redescendre à 1 491 m par la suite.
L'éruption de 1947 a eu lieu plus d'un siècle après la précédente, la plus longue période de dormance du volcan depuis 1104[Passage contradictoire (voir paragraphe sur éruptions 1878 et 1913)]. Avant l'éruption, rien de visible depuis les environs n'a permis de prédire l'éruption. Celle-ci s'est produite à 6 heures 41 à ± 3 min dans un puissant grondement. Plus tard[Quand ?], d'autres éruptions[Lesquelles ?] pouvaient être entendues dans toute l'Islande[évasif]. Un séisme se produit à 6 heures 50 d'une intensité de 6 sur l'échelle d'intensité de MSK. Durant les premières heures, l'éruption est plinienne, puis elle devient vulcanienne. Le panache volcanique monte jusqu'à 30 km d'altitude à 7 heures 08, le vent le dévie ensuite vers le glacier Eyjafjallajökull plus au sud, le recouvrant de cendres noires. Les premières pierres ponces tombent sur Fljótshlíð vers 7 heures 10 et téphras et cendres s'y accumulent pour y former une couche 3-10 cm. Une bombe de lave atterrit à 32 km de l'Hekla, d'un diamètre de 0,5 m et de 20 kg. Entre le Vatnafjöll et l'Hekla, une couche de téphras atteignant un mètre d'épaisseur a été déposée, accompagnée de bombes d'un diamètre encore plus important. Des bombes ont été projetées sur les pentes de l'Hekla, jusqu'à un kilomètre du cratère, sur une zone de 50 m2[à vérifier]. 51 heures après l'éruption, des cendres tombent sur Helsinki en Finlande.
Les premiers taux de production initiaux de téphras dans les 30 premières minutes de l'éruption sont de 75 000 m3/s, ensuite à 22 000 m3/s dans la demi-heure suivante. La phase initiale a produit 0,18 km3 de téphras, ce qui équivaut à 45 000 000 m3 de roche solide, qui couvrent 3 130 km2 de terres et de mer. 98 exploitations agricoles ont été endommagées par l'éruption, mais seulement 2 sont définitivement abandonnées en 1970. De nombreux volontaires se sont mobilisés pour déblayer les téphras - environ 1000 hommes par jour d'ici à la fin juillet. L'éruption a produit environ 3 millions de litres d'eau (fonte des neiges et directement à partir de la fissure), qui ont provoqué des inondations de la rivière Ytri Ranga.
Dans les 20 premières heures de l'éruption, environ 3 500 m3/s de lave sont produits à partir de la fissure qui finit par se diviser en plusieurs branches, couvrant ainsi 12,15 km2. Au deuxième jour 8 colonnes éruptives distinctes sont visibles. Un cratère se forme à 860 mètres d'altitude appelé « cratère de lave » (Hraungígur), produisant un flux constant de lave. Un autre cratère nommé le « cratère de l'épaule » (Axlargígur) produit une colonne de fumée toutes les 10 secondes accompagnée de fortes explosions qui créent des ondes de compression visibles dans la fumée. Les quatrième, cinquième et sixième jours, l'éruption diminue considérablement et seuls Hraungígur et Axlargígur connaissent encore des éruptions explosives.

### 1970
Cette éruption débute le 5 mai 1970. Initialement moins violente que celle de 1947-1948, elle se caractérise par de nombreuses fontaines de lave au nord et au sud de la zone sommitale, dont les coulées recouvriront 18 km2.

### 1980-1981

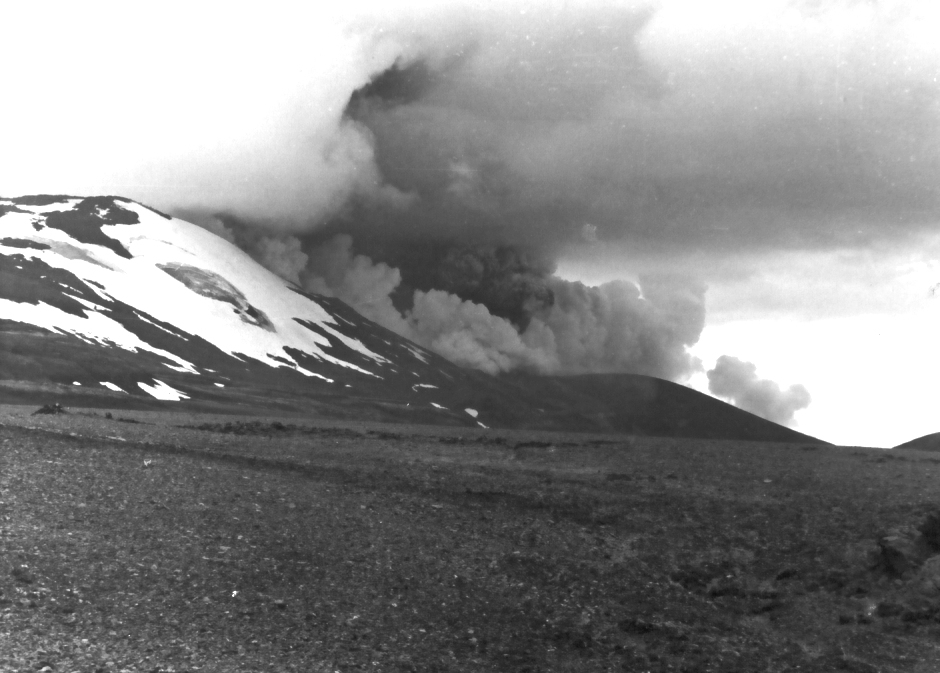
Éruption de l'Hekla en 1980.

Le 17 août 1980, une éruption plinienne se déclenche avec des panaches allant jusqu'à 15 km d'altitude. Un système de fissures axial nord-est / sud-ouest s'ouvre sur 8 km, qui est le siège pendant 4 jours d'explosions puis d'émission de coulées de lave. En avril 1981, une nouvelle phase éruptive d'une semaine a lieu à partir du cratère sommital et de fractures ouvertes dans le flanc nord.

### 1991
Le 17 janvier 1991, démarre dans la zone sommitale une puissante phase explosive (plinienne), qui couvrira 20 000 km2 de téphras. Puis pendant deux jours, d'importants volumes de lave (similaires à celles de 1970 et 1980), sont émis sous forme de coulées. Les taux d'effusion baissent ensuite mais l'éruption ne s'arrête que le 11 mars.

### 2000
Le 26 février 2000, après seulement 1 h 20 min d'activité sismique préalable, une nouvelle éruption débute subitement. Une fissure s'ouvre dans l'axe de la zone sommitale (sud-ouest/nord-est) et crache des fontaines de laves accompagnées d'émissions de cendres formant un panache de 11 km de hauteur. De larges coulées s'échappent principalement au sud-est et au centre de la fissure. L'éruption se termine une semaine plus tard, le 6 mars 2000.

## Sport et loisirs
L'Hekla est une destination populaire pour les randonnées, mais elle comporte des risques compte tenu du peu de signes avant une éruption ; il est fortement recommandé de garder en permanence une liaison avec les services de la protection civile. En suivant le trajet de la dernière éruption, on arrive au sommet en 3 à 4 heures. Au printemps, le ski est possible sur des liaisons courtes autour du bord du cratère. En été, des sentiers d'escalade aisés sont accessibles près du cratère et, au début de l'hiver, et il est possible de pratiquer de la moto-neige. Le volcan peut être atteint en prenant les bus à Landmannalaugar 30 km plus à l'est, il est possible de loger ou de camper dans les fermes de la région.

## Dans la culture populaire
L'Hekla n'a cessé de figurer dans les productions artistiques depuis l'époque médiévale. Le poète William Blake a décrit le drame d'être banni dans Hekla en hiver, l'une de ses œuvres extraite des Poetical Sketches. Le morceau Hekla, Op. 52 (1964) du compositeur islandais Jón Leifs a été décrit comme l'œuvre « la plus assourdissante de la musique classique de tous les temps »[réf. nécessaire]. Pour jouer cette œuvre, il faut disposer de quatre séries de pierres frappées à l'aide de marteaux, des plaques d'acier, des enclumes, des sirènes, des canons, des chaînes de métal, un chœur, un grand orchestre, et un orgue.
Dans la région de Boston, on peut trouver des pâtisseries appelées Hekla : ce sont de grands rouleaux de cannelle renversés, avec un glaçage de sucre blanc sur le sommet, afin d'évoquer la neige au sommet du volcan[réf. nécessaire].